# Нихон сандай дзицуроку
«Нихон сандай дзицуроку» или «Сандай Дзицуроку», «Действительные хроники трёх правлений» — японское историческое сочинение, составленное в 901 году, часть «Риккокуси». Представляет собой историю царствования трёх императоров, Сэйва, Ёдзэя и Коко (859—887 годы), написанную на камбуне (либо на китайском, либо на китаизированном варианте японского языка). В его создании участвовал ряд авторов, включая Фудзивара-но Токихиру.
«Сандай дзицуроку» стала последней из общегосударственных японских хроник, созданных по указу императора. Это может быть связано с тем, что к началу X века отпала необходимость обосновывать легитимность императорского рода.